# ديبي هيوز
ديبي هيوز (23 أغسطس 1977 - ) (بالإنجليزية: Debby Hughes)‏ هي لاعبة كريكت جنوب أفريقية.

## وصلات خارجية
- ديبي هيوز على موقع إي آس بي آن كريك إنفو (الإنجليزية)